# Мунтари (Алба)
Мунтари (рум. Muntari) насеље је у Румунији у округу Алба у општини Бучум. Општина се налази на надморској висини од 951 m.

## Становништво
Према подацима из 2002. године у насељу је живело 3 становника.